# Gmund am Tegernsee

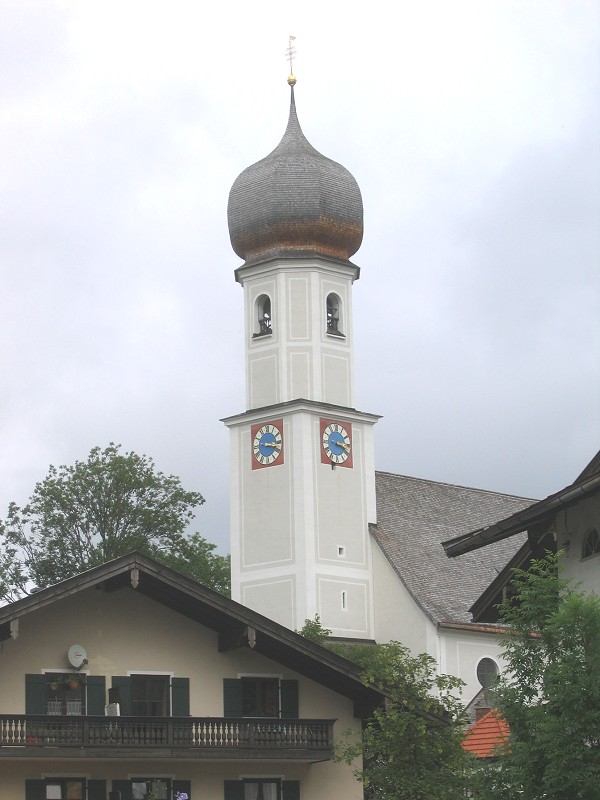
Kościół pw. św. Idziego (St. Ägidius)

Gmund am Tegernsee – miejscowość i gmina w południowych Niemczech, w kraju związkowym Bawaria, w rejencji Górna Bawaria, w regionie Oberland, w powiecie Miesbach. Leży w Alpach Bawarskich, około 8 km na południowy zachód od Miesbach, nad jeziorem Tegern, przy drodze B307 i B318.

## Demografia
Dane o ludności z 31 grudnia 2008:
| Opis                                | Ogółem | Ogółem | Kobiety | Kobiety | Mężczyźni | Mężczyźni |
| ----------------------------------- | ------ | ------ | ------- | ------- | --------- | --------- |
| Jednostka                           | osób   | %      | osób    | %       | osób      | %         |
| Populacja                           | 6076   | 100    | 3198    | 52,63   | 2878      | 47,37     |
| Wiek przedprodukcyjny (0–17 lat)    | 1011   | 16,64  | 491     | 8,08    | 520       | 8,56      |
| Wiek produkcyjny (18–65 lat)        | 3659   | 60,22  | 1921    | 31,62   | 1738      | 28,6      |
| Wiek poprodukcyjny (powyżej 65 lat) | 1406   | 23,14  | 786     | 12,94   | 620       | 10,2      |

## Polityka
Wójtem gminy do 2018 roku był Georg von Preysing z CSU. Jego następcą został  Alfons Besel z FWG. Rada gminy składa się z 20 osób.
|      | CSU | SPD | FWG | Zieloni | FDP | Razem |
| 2020 | 8   | 2   | 7   | 3       | -   | 20    |
| 2008 | 8   | 2   | 7   | 2       | 1   | 20    |
| 2002 | 11  | 2   | 6   | 1       | -   | 20    |